# Caranx vinctus
Caranx vinctus là một loài cá biển nhỏ được phân loại trong bộ kích họ, Carangidae.
Loài cá này phân bố qua nhiệt đới phía đông Thái Bình Dương, trải dọc theo đường bờ biển phía tây Hoa Kỳ từ Baja California ở phía bắc đến Peru ở phía nam.
Đây là là một loài cá sinh sống ở biển khơi, sinh sống ở cột nước trên ở cả vùng nước đại dương ven biển và ven bờ, thỉnh thoảng đi vào cửa sông. Loài này có kích thước nhỏ so với hầu hết các loài khác của chi Caranx, đạt tổng chiều dài 37 cm. Chúng là một loài động vật ăn thịt, bắt các loài cá nhỏ, giáp xác và các động vật không xương sống đáy khác nhau ở vùng nước nông hơn. Người ta còn biết rất ít về thói quen sinh sản của loài này. Loài cá này có tầm quan trọng vừa phải đối với nghề cá dọc theo bờ biển phía Tây Nam Mỹ, và loài này đã được sử dụng trong các thử nghiệm nuôi trồng. Người ta đánh bắt loài cá này bằng nhiều phương pháp lưới khác nhau và câu, và được bán tươi, khô và muối ở chợ.